# Dukt Nad Cisowym Rozdołem
Jeleniec  (niem.  Eibichtweg, 676–843 m n.p.m.) - droga leśna w Masywie Śnieżnika, w Sudetach.
Droga leśna długości 2,5 km podchodzącą z doliny potoku Kamienica przy zabudowaniach wsi Kamienica na rozdroże pod szczytem Porębek w lesie świerkowym regla dolnego nad doliną Cisowy Rozdół.

## Szlaki turystyczne
Do drogi po Porębkiem podchodzi szlak turystyczny:
- niebieski E3 Kamienica - Hala pod Śnieżnikiem[1].